# Wybory parlamentarne w Islandii w 1974 roku
Wybory parlamentarne w Islandii odbyły się 30 czerwca 1974.
Wybory zmieniły układ sił w Alþingi tylko nieznacznie, jednak centrolewicowa koalicja utraciła większość i do władzy powróciła Partia Niepodległości. Premierem koalicyjnego rządu konserwatystów i liberałów został jej przewodniczący Geir Hallgrímsson.

## Wyniki wyborów
| Partia                                                         | Liczba głosów | %    | +/–% | Liczba mandatów | +/– |
| -------------------------------------------------------------- | ------------- | ---- | ---- | --------------- | --- |
| Partia Niepodległości (Sjálfstæðisflokkurinn)                  | 48 764        | 42,7 | +6,5 | 25              | +3  |
| Partia Postępu (Framsóknarflokkurinn)                          | 28 381        | 24,9 | -0,4 | 17              | ±0  |
| Związek Ludowy (Alþýðubandalagið)                              | 20 924        | 18,3 | +1,2 | 11              | +1  |
| Partia Socjaldemokratyczna (Alþýðuflokkurinn)                  | 10 345        | 9,1  | -1,4 | 5               | -1  |
| Unia Lewicowo-Liberalna (Samtök frjálslyndra og vinstri manna) | 5 245         | 4,6  | -4,3 | 2               | -3  |
| inne                                                           | 449           | 0,4  | —    | 0               | —   |
| Razem (frekwencja - 91,4%)                                     | 114 108       | 100  |      | 60              |     |
| źródło: Election resources                                     |               |      |      |                 |     |